# Dinotópia (televíziós sorozat)
A Dinotopia - Őslények szigete 2002-ben bemutatott 13 részes amerikai tévéfilmsorozat, az azonos című minisorozat folytatása. A sorozatot Magyarországon forgatták.

## Cselekmény

### Első rész
Karl rémálomból ébred. Davidnek elmeséli, hogy álmában apjukkal együtt lezuhantak egy repülővel. Egy szigeten értek partot, ahol az emberek és a dinoszauruszok békében éltek egymás mellett. David pilóta volt, ő pedig kapott egy bébi-dinót. Ekkor rájön, hogy ez nem álom volt, ez a valóság. A kívülállók csoportja - Kvatrone vezetésével - dinókra vadászik, amikor egy T-Rex megtámadja a csapatot. Egy barlangban találnak menedéket, ahol megtalálják a "T-Rexek istenének" templomát. A napkövek felújítása a végéhez közeledik, David és Romana kapja azt a feladatot, hogy az utolsó példányt kihelyezze az egyik Esős-medence szélén fekvő településre. Kvatrone és társai a „templomban” találnak egy különleges, zöld színű kristályt, amit magukhoz vesznek. Akkor még nem sejtik, hogy ez a kristály semlegesíti a napkövek erejét. Frank Scott nem találja helyét az új világban. Marion kérésére szülei elviszik megmutatni a szigetet, de nem győzik meg, el akar menni. Közben a napkövek védelmének hiányában egyre több T-Rex és Terradon támadás éri a településeket. Frank közben a szökésre készül. A városi könyvtárban fellelhető összes Dinotópiával kapcsolatos könyvet átnézi, készül a terv a távozásra. Marion és Karl kirándulni megy, amikor halott dínót találnak, s nemsokára megtámadják őket a Terradonok. Ekkor jönnek rá, hogy baj van. A T-Rexek Zuhatagváros felé tartanak. Elkezdődik a város kiürítése. Karl és az apja elindulnak a tenger felé, David pedig marad...

### Második rész
Frank és Karl útjuk során egy tanyához érnek, amit éppen T-Rex támadás ér. Figyelmeztetik az embereket, s ők is ott találnak menedéket. Megismerik Georgiót, azt a férfit, aki előttük érkezett a szigetre, mint kívülálló. Folytatják útjukat a tengerpart felé. Egy kanyonhoz érve éri utol őket Marion, aki figyelmezteti őket az előttük álló veszélyekre, a Terradonokra. Frank azonban hajthatatlan, tovább folytatja az utat, Marion is velük tart. Hamarosan megérkeznek a tengerhez. A parton lévő település elhagyatott volt, kerestek egy csónakot, s vízre szállnak. A zátonyon azonban nem jutnak át. Egyre kijjebb és kijjebb hajózva fokozatosan erősödik a vihar, majd felborítja a csónakot, s vízbe esnek. Frank és Karl partra vetődik, Mariont David menti meg néhány kilométerre odébb tőlük. Frank lemond róla, hogy elhagyja a szigetet. Nemsokára David és Marion rátalál Frankre és Karlra. A kívülállók az elhagyott Zuhatagvárosba érkeznek. Mostanra megértették, hogy milyen hatalom van a kezükben. David és Marion megtalálja a barlangot, s megtudják, hogy a kristály a kívülállóknál van. Marion, Karl és David elindulnak vissza szerezni, de Kvatrone elfogja őket, s börtönbe záratja. Itt találkoznak először Torres Le Sage-al, akinek segítségével megszöknek, s megszerzik Kvatronetól a kristályt, amit David a háborgó tengerbe dob.

### Harmadik rész
Megölnek egy dinoszauruszt. Kicsinye elrejtőzik. Marion és Karl elmennek érte. Marion a kívülállókra gyanakszik, ezért elindulnak körülnézni a környéken. Útjuk során találnak egy házat. A tulajdonosa egy öregember, akit Corteznek hívnak. Vendégül látja őket éjszakára, de a vacsorájukba altatót kever. Az öreg megiszik egy adag zöld színű italt, amitől pillanatok alatt megfiatalodik, majd elmegy. Reggel felébredve megtalálják a megölt dinoszaurusz hátsó faroktüskéit. Marion és Karl az „öreg” lábnyomait követve utána megy. A nyomok a kívülállók kastélyához vezetnek, de a kívülállók elfogják, és Le Sagehoz viszik őket. Megdöbbenve veszik tudomásul, hogy Le Sage nem más, mint az a lány, aki megmentette őket Kvatrone fogságából. Kvatrone halála után a lány lett a kívülállók új vezetője. A kastélyban és környékén elkezdik Cortezt keresni, de nem lelik. Már éppen feladni készülnek a keresését, amikor az egyik kocsmában megpillantják. A férfi elfut előlük, s egyenesen Le Sagehoz megy. Ajánlatot tesz a nőnek, hogy próbálja ki a fiatalító szerét, s a lány belemegy a dologba. Sajnos azonban a szer nem várt mellékhatást produkál. A fiatalodási folyamat nem áll meg, egyre csak fiatalabbak lesznek. Le Sage Karlhoz és Marionhoz fordul segítségért. Segítségükkel Le Sage visszanyeri eredeti alakját, Cortez azonban nem éli túl a megpróbáltatásokat.

### Negyedik rész
David a felfedezetlen területeket mutatja Waldo polgármesternek és Rosemarynek Dinotópia térképén. Engedélyt kap arra, hogy feltérképezhesse a sziget ismeretlen részeit. Rosemary-t a földfarmra hívják. A dinók egymás után lesznek betegek. Néhány nap múlva kellene megérkeznie annak a növénynek, amely helyrehozhatja őket. A növényt dzsinkának hívják. A szállítmányt azonban a kívülállók ellopják. Frank Scott kocsmát nyit a Zuhatagvárosba vezető út mellett. Karl és Marion elindul a kívülállókhoz visszaszerezni a szállítmányt. Le Sagetól csak úgy tudják megszerezni a növényeket, hogy Karl ott marad náluk, mint kívülálló. Marion egyedül indul el hazafelé a szállítmánnyal. A kastélyban egy óvatlan pillanatban Karl megszökik, utolérve Mariont együtt térnek haza.

### Ötödik rész
Polgármester választásra készül Zuhatagváros. Waldo, a jelenlegi polgármester mellett a másik jelölt Zippo. Mindketten elkezdték már a korteskedést, Waldo szórólapokat hord és bemegy Frank Scott házába. Frank éppen egy autó tervezésén dolgozik, mely dínótrágyával működik. Az autó elkészül, Frank egy kis ünnepség keretében be is mutatja a városnak. Az autó óriási sikert arat, néhány nap alatt már helyettesíti is a dinoszauruszokat. Frank elindul a polgármester választáson, amit meg is nyer. Waldo kiköltözik irodájából, Frank Scott pedig munkához lát, mint új polgármester. Újításai azonban nem várt bajokat okoznak, s egy tüntetés alkalmával saját autója elüti. Eszméletlenül viszik haza. Gyógyulása érdekében fiai cselhez folyamodnak: Waldo és az egész város közreműködésével eljátsszák neki a jövőjét. Mi lesz, amikor ő már nincs az élők sorában? A terápia sikeres volt, Frank lemond a polgármesterségről, újra Waldo viseli ezt a tisztséget.

### Hatodik rész
Ünnep van Dinotópiában. A tízezredik dínó megszületését várják. Rosemary és Marion keményen dolgoznak a Keltetőházban. Éjszaka ellopnak egy tojást. Keresésére indulnak, amikor egy nő jelenik meg egy tojással a kezében, s azt állítja: egy fiútól kapta. A tojás nemsokára kikel, s megdöbbenve látják, hogy egy Tyrannosaurus kel ki a tojásból. Marion úgy gondolja, hogy Le Sage cserélte ki a tojást, ezért Daviddel elindulnak a kívülállók kastélyába visszaszerezni a tojást. Le Sage azonban tagadja, hogy ő lopta volna el a tojást, így dolgavégezetlenül térnek vissza. David azt javasolja, hogy lopják vissza a tojást. Karl és David indul el a tervet megvalósítani. Azonban nem járnak sikerrel, mert a kívülállók elfogják, s kidobják őket a kastélyból. A farmon a nő, aki a tojást visszahozta, egyre furcsábban kezd viselkedni. A fiúk és Marion rájönnek, hogy kezdettől fogva nem mondott igazat. Kérdőre vonják, megtörik, majd elmondja az igazat. A T-Rexek megtámadta azt a falut, ahol élt. Két gyermekével együtt elmenekültek a hegyekbe, de ő elszakadt a gyermekeitől. Később keresésükre indult, de néhány ruhafoszlányt talált csak. Ekkor azt hitte, hogy meghaltak a gyermekei. Elhatározta, hogy bosszút áll. Talált egy T-Rex fészket, benne egy tojással. Elvette, s kicserélte a farmon lévő tojással. Rosemary, David és Karl a piacon megtalálják az elcserélt tojást. Marion segítségével az asszony megtalálja elveszettnek hitt gyermekeit. A család újra együtt van. A farmon megszületik a tízezredik dínó-bébi.

### Hetedik rész
Karl és Marion egyik este randevúznak. Találkoznak Zippóval, aki bemutatja nekik Jarát, egy dinó-lányt. Karl leteszi 26-ost egy pad alá, ő és Marion pedig leülnek, s elkezdenek beszélgetni. Odalép hozzájuk Shena, de Karl nem sokat beszél vele. A Marionnal való beszélgetés veszekedésbe torkollik, Karl pedig elrohan. A csatorna partján különös öregemberrel találkozik. Kifog a vízből egy vardozát - egy békát - és azt mondja Karlnak, hogy csókolja meg, mert a békának varázsereje van. Karl megteszi. Amint megteszi, újra a padon találja magát Marion mellett, s azok az események ismétlődnek, ami már egyszer megtörténtek. Megkeresi az öreget, de újra és újra a már megtörtént események kezdetén találja magát. S ez mindaddig tart, amíg rá nem jön, hogy 26-os miatt nem tudja folytatni az életét. Magára hagyta a kis dínót. Elindulnak Marionnal megkeresni. Egy mérgező növény mellett találnak rá, de szerencsére nincsen komolyabb baj. Ezzel megszűnik a vardoza varázslata, Karl jóvátette a hibáját.

### Nyolcadik rész
Frank, Zippo és egy másik férfi a kocsmában kártyáznak. Frank hamar megunja, mert folyton ő nyer. David Marionnal gombát szed, amikor néhány kívülálló beléjük köt. David nem hagyja magát, de alulmarad az idegennel szemben. Karl meghívja Le Sage-t és embereit az apjához kártyapartira. A nő nemsokára beállít Frank Scott kocsmájába. David újra összeakad az idegennel, de megint alulmarad. Frank folyamatosan veszít Le Sage-al szemben, s elég sok pénzt veszít. David a kocsmában újra találkozik az idegennel, akivel szóváltásba keveredik, verekednek, de újra alul marad. Apjának támad egy ötlete: rendezzenek bokszmeccset David és az idegen között. Másnap reggel be is jelentik a város főterén. A város lakói először nem fogadják nagy lelkesedéssel az eseményt, de később mégis egymás után kezdik venni a jegyeket. Le Sage–nál fogadásokat lehet kötni. Davidet Karl készíti fel a mérkőzésre. A kezdeti nehézségek után David lassacskán belejön a bokszolásba. Elérkezik a mérkőzés napja. David tisztesen helytáll, s már úgy tűnik megnyeri a meccset, amikor La Sage cselhez folyamodik. Egy bódító növényt csempész David vizébe, amit az egyik szünetben a mit sem sejtő fiú meg is iszik. A mérkőzést az idegen nyeri meg. Lelkiismerete azonban nem hagyja, s mindent bevall Frank Scottnak. David és az idegen (Alano) barátok lesznek.

### Kilencedik rész
David, Karl és Zippo a piacon vásárolnak, amikor felfigyelnek egy asszonyra, aki reklamál a tengeri alga minősége miatt. A fiúk megvizsgálják az algát, s azt veszik észre hogy motorolajjal szennyezett. A tengerparton találnak egy kutyát, aki elvezeti őket egy hajóhoz. A hajón sok mindent találnak, de a legértékesebb egy rádió-adóvevő volt, amit Karl hazavisz. Sikerül néhány alkatrészét pótolnia, s nemsokára üzemképes állapotba kerül. Egyik este segélykérő hívást fog a rádión. Újra felcsillan a remény, hogy mégis el tudnának menni a szigetről. Karl elhatározza, hogy kapcsolatba lép a külvilággal a rádión keresztül. A rádióval kiköltözik a tengerparti sziklákhoz, ahol sikerül kapcsolatba lépnie a Dél Csillaga hajó túlélőivel. A nyílt tengeren hánykolódnak három napja, de senki nem segített még rajtuk. Karlnak sikerül kapcsolatba lépni a haditengerészet hajójával, akik megmentik a bajba jutottakat. A rádió felmondja a szolgálatot.

### Tizedik rész
Davidet kinevezik Branko parancsnok helyettesének. Apja azt szeretné, hogy Karl is égisikló pilóta legyen. Davidnek azonban nem tetszik a dolog, de mégis elviszi Karlt Kanyonvárosba, ahol beigazolódnak félelmei. Karlnak nem sikerül semmi sem, s dühében elrabol egy „égisiklót”. A repülés azonban tragédiába torkollik, az erdő felett lezuhan a „madárról”. Egy mentőcsapat indul a keresésére, de nem találják meg. Frank Le Sage-hoz fordul segítségért. Karlt közben egy csapat idegen megtalálja és egy ismeretlen erődítmény faluba viszik. Kiderül, hogy ezek az emberek teljesen elkülönülve élnek a szigeten. Nem tudják, hogy rajtuk kívül is élnek itt még emberek. A mentőcsapat hamarosan megtalálja a falut, de ők is fogságba kerülnek. Végül minden jóra fordul. Az idegeneket sikerül megbékíteniük, s mindenki hazatér.

### Tizenegyedik rész
Karlt megcsípi egy nagy méretű szúnyog. Nagy jelentőséget nem tulajdonít a dolognak, de otthon vacsora közben rosszul lesz és összeesik. Orvost hívnak hozzá, aki elmondja, hogy nagy baj van, mert ennek a rovarnak a csípése akár halálos is lehet. Akik a szigeten élnek, azok immunisak a rovar mérgére, de akik a külvilágból érkeztek, azokra veszélyes. Frank, David, Zippo és La Sage elindulnak egy gyógynövényért az Esős-medencébe. Megtalálják, el is hozzák, de Karl-on nem segít. Állapota fokozatosan romlik. Egyetlen megoldásként felmerül, hogy a külvilágból kellene segítséget kérni. Rosemary felfedi Davidnek Dinotópia titkát. Létezik kivezető út a szigetről. Egy varázslattal meg lehet nyitni egy átjárót, ami a külvilágba visz. Ad felszerelést ahhoz, hogy tudjon vért venni Karltól, s megkéri, hogy menjen át a külvilágba gyógyszerért. Le Sage azonban kihallgatja beszélgetésüket, megzsarolja Davidet, hogy vigye magával őt is. Rosemary kinyitja az „átjárót”, David és Le Sage elindulnak, de 26-os is becsúszik hozzájuk, így hárman mennek át a külvilágba. Az útvonal azonban Le Sage tervei szerint alakul, s Budapesten találják magukat...

### Tizenkettedik rész
Budapesten David és Le Sage elindulnak orvost keresni. Mivel pénzük nincsen, Le Sage kirabol egy férfit. Menekülniük kell a rendőrség elől. Davidnek sikerül telefonon kapcsolatba lépnie apja orvosával Manhattanben, aki a Budapesti Amerikai Kórházba küldi a fiút, ahol megvizsgálják a vérmintát. Le Sage eltűnik 26-ossal. Egy dinoszaurusz kiállításra megy, ahol eladja 26-ost egy állatkereskedőnek. A férfi azonban becsapja, s fizetség helyett a rendőrség elfogja és becsukják. David szabadítja ki, visszaszerzik 26-ost is. A gyógyszer elkészítéséhez további segítség kell, ezért Le Sage-t is megvizsgálják, s az ő véréből nyerik ki a gyógyszer elkészítéséhez szükséges antigént. Ekkor derül ki, hogy a nő tüdeje nem bírja a nagyvárosi szennyezett levegőt. Nem maradhat a külvilágban. A gyógyszer elkészül, David, Le Sage és 26-os hazatér Dinotópiába.

### Tizenharmadik rész
Marion elszökik otthonról, s találkozik Le Sage-al. A nő elmondja Marionnak, hogy ő és Rosemary jó barátnők voltak, s hogy annak idején Rosemary is így szökött meg egyszer a földfarmról. Karl meggyógyul, de észreveszi a karján a tű helyét. David titokban tartja, hogy a külvilágban járt. Rosemary rátalál Marionra, s egy tisztázó beszélgetés után hazamennek. Frank Scottnak Le Sage elmondja, hogy a külvilágban jártak gyógyszerért. Frank kérdőre vonja Davidet, aki mindent elmond apjának. Elhatározzák, hogy hazamennek. A városi tanács engedélyt ad nekik, s már ki is tűzik az indulás napját. David azonban úgy dönt: marad. Frank és Karl összecsomagol, de nem tudnak elmenni, mert az „átjáró” eltűnik.

## Szereplők
| - Erik von Detten - Karl Scott - Shiloh Strong - David Scott - Michael Brandon - Frank Scott - Georgina Rylance - Marion - Sophie Ward - Rosemary - Jonathan Hyde - Waldo polgármester - Lisa Zane - La Sage - Seress Zoltán - Quint - Sian Brooke - Krista - Ben O'Brien - Lorenzo | - Tony Osoba - Branko parancsnok - Naomie Harris - Romana - John Owens - Minch - Heathcote Williams - Razouli - Josh Cole - Roach - Jenna Harrison - Lola - Ivan Kaye - Katrone - Michael Attwell - Hugo - Christopher Greet - Elder - Gyabronka József - Orvos |